# 韩梅 (速度滑冰运动员)
韩梅（1998年1月27日—），女，内蒙古自治区呼和浩特人，中国速度滑冰运动员。

## 生平
在2016年，在利勒哈默尔举办的冬季青年奥林匹克运动会上，韩梅获得三枚银牌，分别是女子500米，女子1500米和女子3000米团体比赛。在新疆举办的第13届全国冬运会上，韩梅获得女子速度滑冰1500米和3000米两枚金牌。在国际滑联青年速度滑冰世界杯上获得女子1000米银牌。
她曾参加2022年冬季奥林匹克运动会速度滑冰比赛女子1000米，1500米，3000米和女子5000米四个项目的角逐。